# Torrione Farnese
Der Torrione Farnese, auch Torrione del Duca, ist ein Turm aus der Renaissance im unteren Teil der Gemeinde Castell’Arquato in der italienischen Emilia-Romagna.

## Geschichte
Der Bau des Turms begann 1527 im Auftrag von Bosio II. Sforza di Santa Fiora, damals der Herr von Castell'Arquato. Dieser beauftragte einen unbekannten Architekten, der ein Projekt nach dem Geschmack Michelangelos erstellte, das bis 1535 durchgeführt und dann unterbrochen wurde. Der Grund für die Unterbrechung war laut einem Dokument aus dem 18. Jahrhundert der Tod von Bosio II.
Die Bauarbeiten wurden im Jahre 1545 dank des Interesses von Sforza I. Sforza, dem Sohn von Bosio II., wieder aufgenommen; 1575 wurde das Gebäude definitiv fertiggestellt. Trotz der Masse des Turms wurde dieser im größten Teil der zeitgenössischen Dokumente praktisch ignoriert: Zum Beispiel ist er auf einer Landkarte aus dem Jahr 1613 nicht verzeichnet.
Einigen Hypothesen nach war der Bau ursprünglich als Lager für die Konservierung von Lebensmitteln gedacht, wogegen andere Theorien in dem Zeugnis der Macht und des Einflusses der Herzöge oder in reinen Wohnzwecken den Grund für den Bau sehen. Jedenfalls diente der Turm mit ziemlicher Sicherheit militärischen Zwecken als Teil des Verteidigungssystems von Castell'Arquato, auch mit dem Ziel, mögliche feindliche Angriffe zu erspähen.
Nach dem Zweiten Weltkrieg, 1947, führte dort der Intellektuelle Aldo Braibanti seine Studien durch, der den Turm in ein künstlerisches Labor und keramisches Studio umbaute. In dieser Phase, die sechs Jahre lang dauerte, besuchten verschiedene Künstler und Intellektuelle den Turm, darunter auch Renzo und Sylvano Bussotti, Roberto Salvadori und Fiorenzo Giorgi. Von 1961 bis 1990 war in dem Turm zeitweise auch das Museo Geologico G. Cortesi untergebracht.
Nachdem der Torrione Farnese viele Jahre lang geschlossen und aufgegeben war, wurde dort 2009 die Waffenschule „Gens Innominabilis“ untergebracht, die sich mit dem Studium und der Praxis mittelalterlicher Kampftechniken befasst.

## Beschreibung
Der Turm, der 24 Meter hoch ist und einen quadratischen Grundriss hat, wurde vollständig aus Mauerziegeln erbaut und besteht aus vier angeschrägten Bollwerken in Form von Trapezen, die an den Ecken angeordnet sind. Über allen Bollwerken öffnen sich kleine, rechteckige Fenster. Zwischen den Bollwerken liegen nackte Mauern mit Rundbögen darüber. Oben auf dem Gebäude befindet sich eine Loggia mit 16 Pfeilern und darüber das Dach. Ursprünglich dürfte es auf Höhe des ersten Obergeschosses einen Holzsteg gegeben haben, der den Turm mit dem benachbarten Herzogspalast verband.
Innen im Turm gibt es fünf Stockwerke, von denen vier durch einen großen Raum in der Mitte gebildet werden, in den man durch einen achteckigen Raum in Verbindung mit drei der vier Bollwerke gelangt. Im vierten Bollwerk auf der Westseite des Gebäudes gibt es einen kleinen, runden Raum, in dem eine Wendeltreppe angebracht ist. Die Form und die Auslegung der Bollwerke sind höchstwahrscheinlich vom Criterio di Fiancheggiamento nell'Offesa e nella Difesa (dt.: Kriterium der Flankierung in Angriff und Verteidigung) abgeleitet.
Im zweiten Obergeschoss, das als Versammlungs- und Gesellschaftsraum für die Ritter eingerichtet ist, findet sich ein offener Kamin in der Machart des 16. Jahrhunderts.